# WrestleMania XXVIII
WrestleMania XXVIII — двадцать восьмая по счёту WrestleMania, PPV-шоу производства американского рестлинг-промоушна WWE. Шоу прошло 1 апреля 2012 года на стадионе «Сан Лайф-стэдиум» в Майами, Флорида, США. Это самое кассовое PPV-шоу в истории рестлинга.
На шоу было восемь матчей и один матч перед шоу, который транслировался на YouTube. В главном событии Скала победил Джона Сину. Этот матч был анонсирован за год до его начала, так как было назначен на главном событии прошлогодней WrestleMania XXVII. В других значимых матчах Гробовщик победил Трипл Эйча в матче «Ад в клетке» с Шоном Майклзом в качестве специально приглашенного рефери, Си Эм Панк победил Криса Джерико и сохранил титул чемпиона WWE, Биг Шоу победил Коди Роудса и завоевал титул интерконтинентального чемпиона WWE, а в матче открытия Шеймус победил Дэниела Брайана и завоевал титул чемпиона мира в тяжёлом весе.
WrestleMania XXVIII собрала 1 217 000 покупателей по системе PPV, став самым широко проданным шоу в истории рестлинга, превзойдя показатель WrestleMania 23, который составлял около 1,2 млн, а глобальные доходы превысили 67 млн долларов. Это событие также установило новый рекорд по самому кассовому живому мероприятию в истории WWE, заработав 8,9 млн долларов.

## Производство

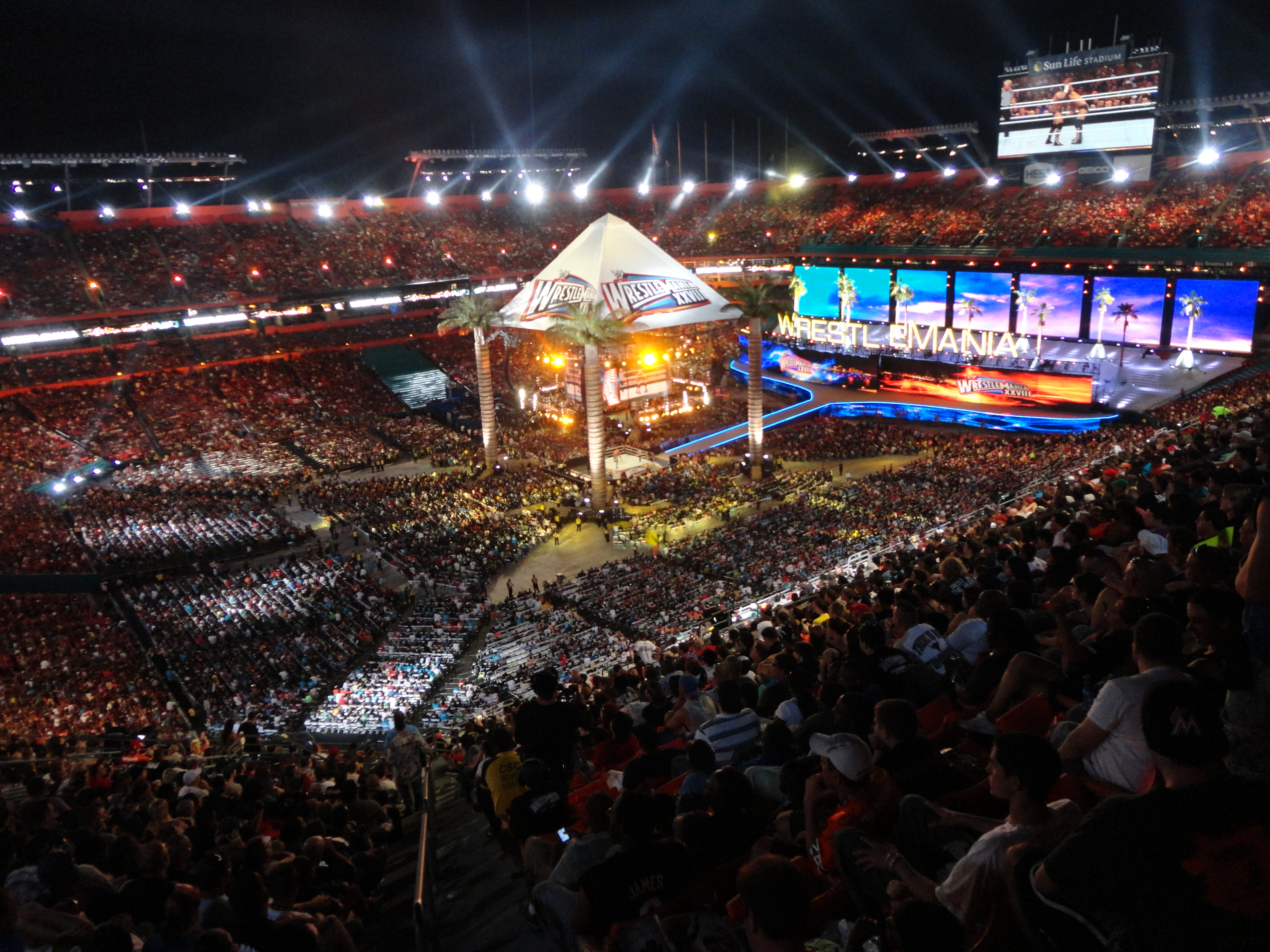
«Сан Лайф-стэдиум», который собрал 78 363 зрителей

Майами был одним из двух главных претендующих городов за право проведения WrestleMania XXVII с Атлантой. Наконец, в феврале 2010 года, Атланта получила права на проведения данного события. По словам Miami-Dade Sports Commission, WWE объяснило это планами Майами на проведение других спортивных событий, конкурирующих с WrestleMania, такими, как Супербоул XLIV. Несмотря на это, Майами очень серьёзно рассматривалась местом проведения следующего PPV.
Тендерные документы на право проведения WrestleMania с 2012 по 2014 годы были отосланы в семнадцать городов, из них четырнадцать оказали интерес. Среди ответивших городов были Лос-Анджелес, Нью-Орлеан, Нью-Йорк, Торонто, Детройт, Тампа, Ванкувер, Сент-Луис, Джэксонвилл, Орландо и Хьюстон. Даллас также проявил интерес, но ему отказали в связи с проведением там в течение следующих двух лет события NCAA Final Tour.
9 февраля 2011 года было объявлено, что Майами станет местом проведения главного события года для WWE. Несколько позже сами представители WWE официально объявили о данном решении на пресс-конференции в отеле Fontainebleau Miami Beach. WrestleMania XXVIII станет второй WrestleMania, проведённой в штате Флорида, четвёртым PPV на открытом воздухе, и третьим из них, которое проводится абсолютно на открытом воздухе. Для проведения праздника WWE выделили 250 000 долларов Miami-Dade Sports Commission. Незадолго до дня проведения WrestleMania XXVIII, начнется «Неделя WrestleMania», в течение которой были проведены: церемония введения в Зал cлавы WWE (за день до WrestleMania), традиционный WrestleMania Axxess, финал WrestleMania Reading Challenge, а также турнир по гольфу.

## Результаты
| №                                                                                       | Результаты | Условия | Время |
| --------------------------------------------------------------------------------------- | --- | --- | ----- |
| 1P                                                                                      | Примо и Эпико (с Розой Мендес) (с) победили Тайсона Кидда и Джастина Гэбриела и «Братьев Усо» | Командный матч «Тройная угроза» за титул командных чемпионов WWE                                                                   | 5:02  |
| 2                                                                                       | Шеймус победил Дэниела Брайана (с) (с Эй Джей Ли) | Одиночный матч за титул чемпиона мира в тяжёлом весе                                                                               | 00:18 |
| 3                                                                                       | Кейн победил Рэнди Ортона | Одиночный матч | 10:58 |
| 4                                                                                       | Биг Шоу победил Коди Роудса (с) | Одиночный матч за титул интерконтинентального чемпиона WWE                                                                         | 05:19 |
| 5                                                                                       | Мария Менунос и Келли Келли победили Ив Торрес и Бет Феникс | Командный матч | 06:22 |
| 6                                                                                       | Гробовщик победил Трипл Эйча | Матч «Ад в клетке» | 30:47 |
| 7                                                                                       | «Команда Джонни» (Дэвид Отунга, Марк Генри, Дрю Макинтайр, Дольф Зигглер, Джек Сваггер и Миз) (с Бри Беллой, Джоном Лауринайтисом и Вики Герреро победила «Команду Тедди» (Сантино Марелла, R-Truth, Кофи Кингстон, Великий Кали, Зак Райдер и Букер Т) (с Никки Беллой, Теодором Лонгом, Ив Торрес и Хорнсвогглом) | Командный матч двенадцати человек за статус генерального менеджера Raw и SmackDown!                                                | 10:32 |
| 8                                                                                       | Си Эм Панк (с) победил Криса Джерико | Одиночный матч за титул чемпиона WWE Если Си Эм Панк проиграет матч дисквалификацией или отсчётом, то Джерико становится чемпионом | 22:23 |
| 9                                                                                       | Скала победил Джона Сину | Одиночный матч | 30:35 |
| - (ч) – чемпион на начало матча - P – указывает, что матч прошёл на предварительном шоу | | |       |